# Nagano
Nagano (japanisch 長野市 Nagano-shi) ist die Präfekturhauptstadt von Nagano im Zentrum von Honshū, der Hauptinsel Japans.

## Wirtschaft
Es gibt Seidenindustrie, Maschinenbau, Holzverarbeitung und eine Universität.

## Stadtbild
Nagano ist bekannt für seinen buddhistischen Zenko-Tempel, der eine der ältesten Buddha-Darstellungen Japans enthält. Die Bronzestatue geht wahrscheinlich auf das 6. Jahrhundert zurück. Die Haupthalle des Tempels ist eine der größten Holzbauten Japans.
Im Umland lebt der Japanmakak.

## Geschichte
Der Ort entwickelte sich seit dem 8. Jahrhundert als Tempelvorstadt um den Zenkō-ji. Außerdem war er eine Station auf dem Überlandweg Hokkoku Kaidō.
- 1. April 1897: Ernennung zur kreisfreien Stadt (shi).
- 1949: Eröffnung einer Universität
- 1997: Einweihung der Shinkansen-Strecke
- 1998: Austragungsort der XVIII. Olympischen Winterspiele im Februar und der Winter-Paralympics 1998 im März
- 2005: Austragungsort der Special Olympics

## Verkehr

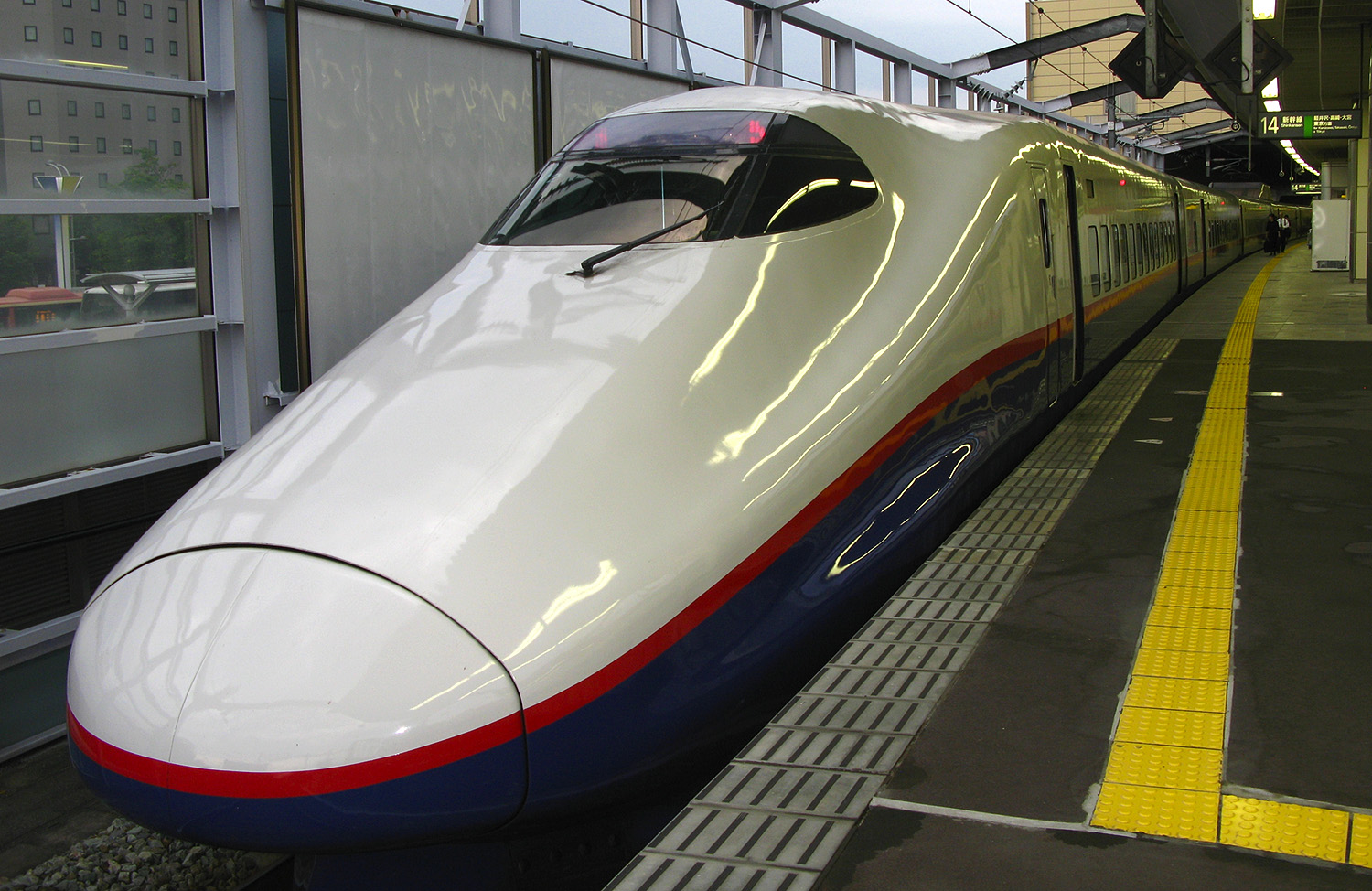
Hokuriku-Shinkansen

Nagano ist über Jōshin’etsu-Autobahn und die Nagano-Autobahn erreichbar, ebenso über die Nationalstraße 18, die Nationalstraße 19 sowie die Nationalstraßen 117, 403 und 406.
Der Bahnhof Nagano ist ein bedeutender Verkehrsknotenpunkt. Hier halten Hochgeschwindigkeitszüge an der Schnellfahrstrecke Hokuriku-Shinkansen von Tokio über Kanazawa nach Tsuruga. Weitere hier verlaufende Bahnstrecken von JR East sind die Shin’etsu-Hauptlinie, die Iiyama-Linie und die Shinonoi-Linie. Züge der Bahngesellschaft Shinano Tetsudō fahren hier auf der Shinano-Linie und der Kita-Shinano-Linie. Außerdem verkehrt von einem Tunnelbahnhof die Nagaden Nagano-Linie der Bahngesellschaft Nagano Dentetsu.

## Sehenswürdigkeiten

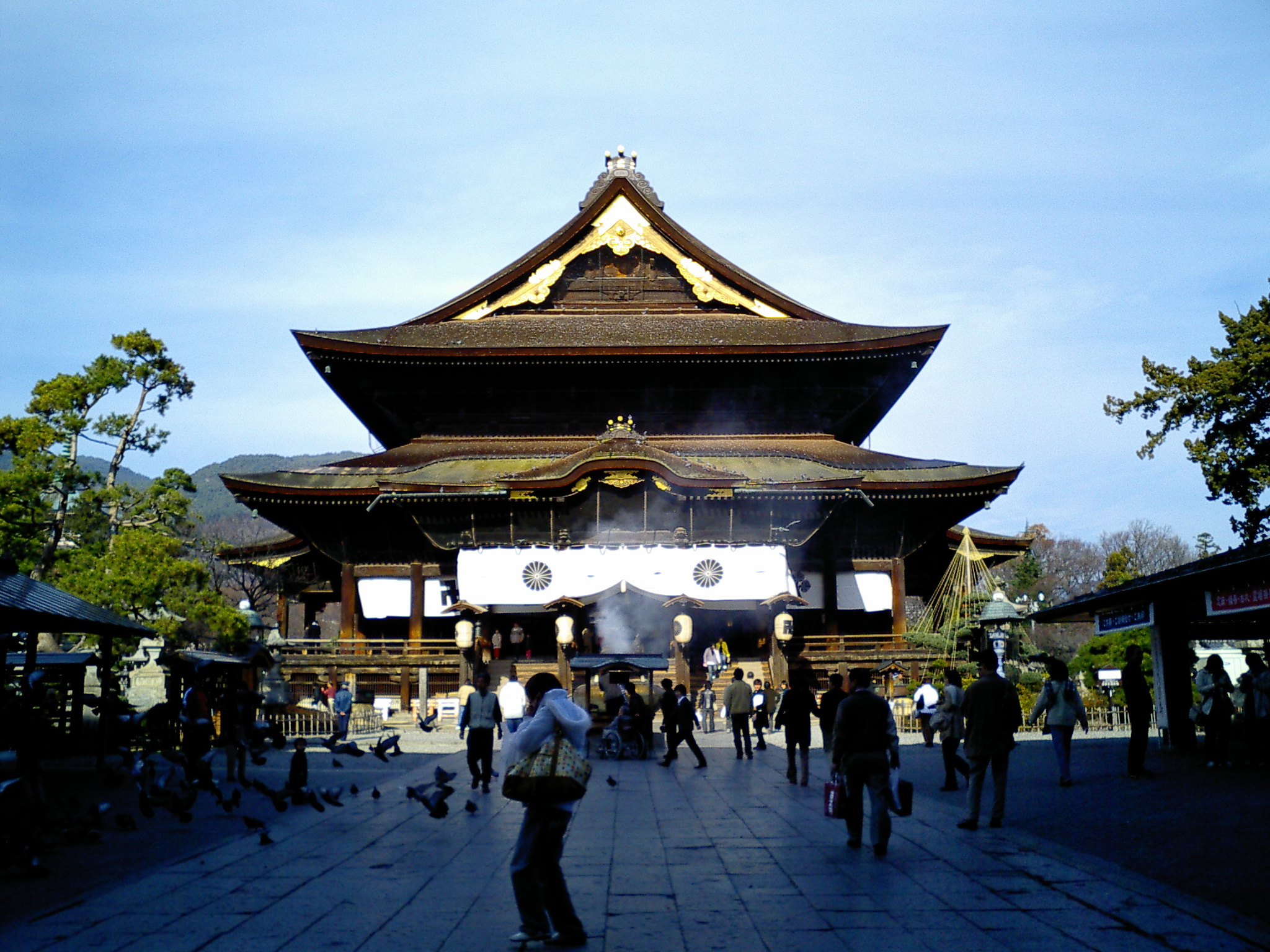
Zenkō-ji

- Tempel Zenkō-ji
- Togakushi-Schrein
- Burg Matsushiro

## Sport
Anlässlich der Olympischen Winterspiele 1998 wurden die beiden Eishockey-Stadien Nagano-shi Wakasato Tamokuteki Sports Arena („Big Hat“) und Nagano Undōkōen Sōgō Undōjō Sōgō Shimin Pool („Aqua Wing“) gebaut.
Im Gedenken an die Spiele wurde 1999 der Nagano-Marathon ins Leben gerufen.
Im Juli 2000 fragte Special Olympics International bei Special Olympics Japan (Special Olympics Nippon, SON) an, ob Interesse an einer Bewerbung für die Ausrichtung der Special Olympics World Winter Games 2005 bestünde. Special Olympics Japan griff den Vorschlag unter anderem mit dem Ziel auf, den geringen Bekanntheitsgrad der Special-Olympics-Bewegung in Japan zu erhöhen. Am 28. Juni 2003 wurden die Verträge für die Abhaltung der Spiele in Nagano unterzeichnet. Die 8. Special Olympics World Winter Games fanden dann vom 26. Februar bis 5. März 2005 in Nagano statt. Dies waren die ersten Special Olympics World Winter Games in Asien. Nagano war die erste Stadt, in der Olympische Spiele, Paralympics und Special Olympic World Games zu Gast waren. Bei der Veranstaltung waren sieben Sportarten vertreten. Viele der sieben Wettkampfstätten waren zuvor für die Olympischen Winterspiele 1998 benutzt worden. 2.700 Athleten und 800 Coaches aus 86 Ländern waren eingeladen. Nach Angaben von Special Olympics nahmen 1.829 Athleten, 746 Trainer, 1.064 Familienmitglieder und 9.935 Freiwillige teil. Sie kamen aus 84 Staaten.

## Söhne und Töchter der Stadt
- Matsui Sumako (1886–1919), Schauspielerin
- Tanaka Yutaka (1888–1967), Ingenieur für modernen Brückenbau
- Maruyama Masao (1889–1957), Generalleutnant der Infanterie
- Miyazawa Toshiyoshi (1899–1976), Rechtsgelehrter
- Kosaka Zentarō (1912–2000), Politiker
- Fujii Reitarō (1913–1980), Maler
- Kiyoshige Koyama (1914–2009), Komponist
- Masatoshi Wakabayashi (1934–2023), Politiker
- Hatsue Nagakubo (* 1935), Eisschnellläuferin
- Toshimi Kitazawa (* 1938), Politiker
- Tamio Dejima (* 1947), Eisschnellläufer
- Hiromi Ozawa (* 1961), Eisschnellläuferin
- Masao Uchibori (* 1964), Politiker
- Kenta Wakabayashi (* 1964), Politiker
- Hiroshi Machii (* 1966), Freestyle-Skier
- Yutaka Yamagishi (* 1967), Autorennfahrer
- Sōko Yamaoka (* 1974), Snowboarderin
- Hiro Mashima (* 1977), Manga-Zeichner
- Takeru Kobayashi (* 1978), Wettkampfesser
- Takashi Miyazawa (* 1978), Radrennfahrer
- Takahisa Oguchi (* 1979), Rennrodler
- Mao Denda (* 1980), J-Pop-Sängerin mit R&B-Einflüssen
- Kim Heung-soo (* 1980), südkoreanischer Skispringer
- Hiroko Hakuta (* 1983), Volleyballspielerin
- Madoka Harada (* 1985), Rennrodlerin
- Hiroki Ueno (* 1986), Eishockeyspieler
- Daisuke Sakai (* 1987), Eishockeyspieler
- Aika Hakoyama (* 1991), Synchronschwimmerin
- Hikaru Arai (* 1999), Fußballspieler
- Sōta Isogai (* 2001), Eishockeyspieler
- Hinata Konishi (* 2001), Fußballspieler
- Sōsuke Shibata (* 2001), Fußballspieler
- Satoshi Tanaka (* 2002), Fußballspieler

## Städtepartnerschaften
- Clearwater (Florida), Schwesterstadt seit 1959
- Shijiazhuang, Partnerstadt seit 1981
- Kanazawa, „Besucheranlockungs-Promotionpartnerstadt“ (集客プロモーションパートナー都市締結) seit 2007

## Weblinks

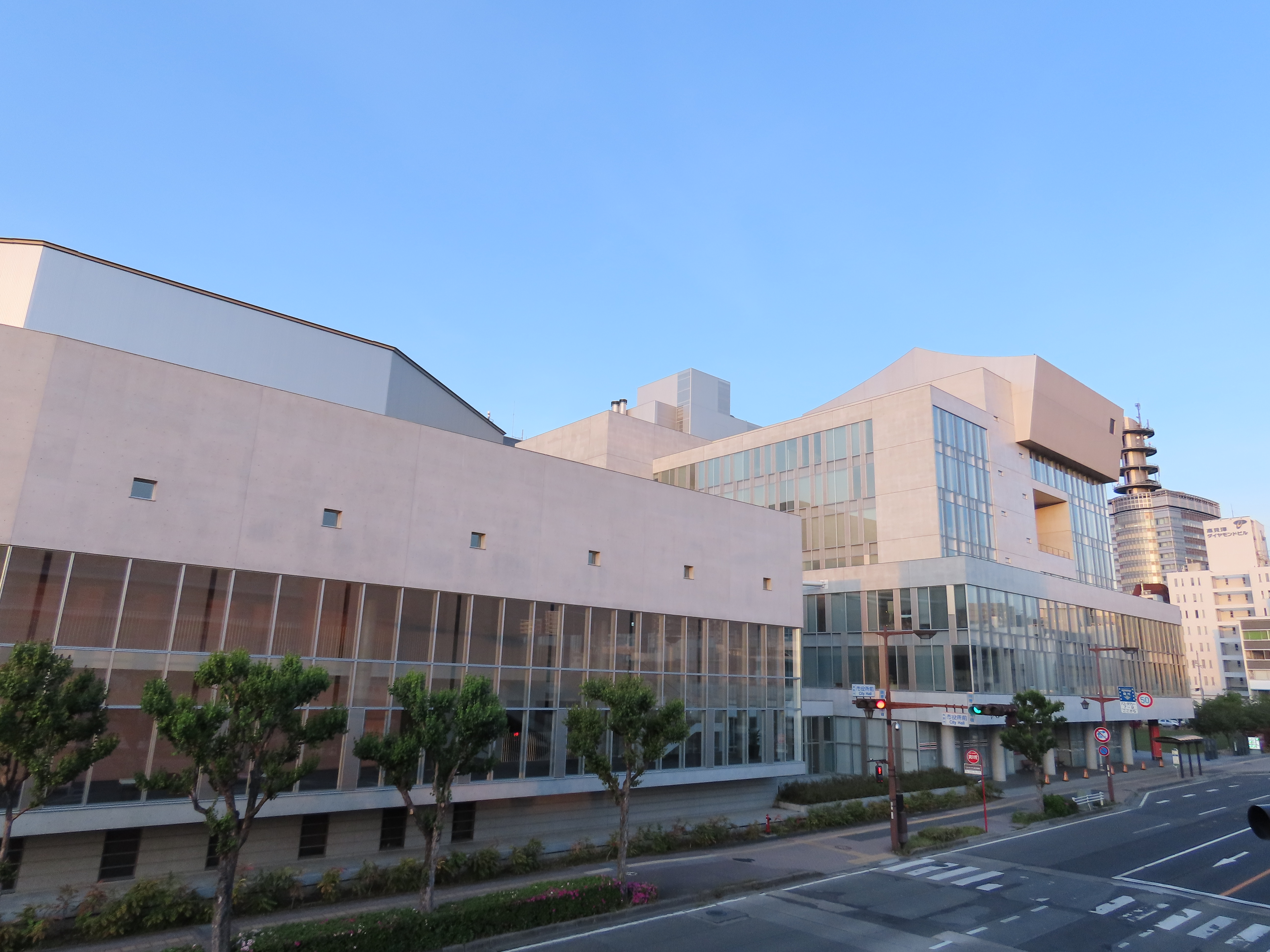
Rathaus

## Angrenzende Städte und Gemeinden
- Präfektur Nagano
  - Ōmachi
  - Nakano
  - Suzaka
  - Ueda
  - Chikuma
  - Hakuba
  - Shinano
  - Iizuna
- Präfektur Niigata
  - Myōkō